# Programa de Controle da Poluição do Ar por Veículos Automotores
Programa de Controle da Poluição do Ar por Veículos Automotores (PROCONVE) para veículos automotores e Programa de Controle da Poluição do Ar por Motociclos e Veículos Similares (PROMOT) para motocicletas é uma divisão do IBAMA (originalmente criado pelo CONAMA) que disciplina as emissões veiculares no Brasil.
O PROCONVE espelha os padrões europeus Euro para veículos comerciais e tem padrões separados para veículos leves.
O Brasil baniu nacionalmente a venda de automóveis a diesel em 1976. Além disso promove o uso de biocombustíveis através de exigências de misturas percentuais mínimas nos combustíveis e através da tributação diferenciada.
A fase L7 foi responsável por retirar ao menos 59 modelos do mercado nacional. A nova fase vigorou em 1º de janeiro de 2022.

## Implementação
| Fases PROCONVE   | Fases PROCONVE   | Fases PROCONVE     | Fases PROCONVE     |
| Veículo leve (L) | Veículo leve (L) | Veículo pesado (P) | Veículo pesado (P) |
| Fase             | Início           | Fase               | Início             |
| ---------------- | ---------------- | ------------------ | ------------------ |
| L-1              | 1988             | P-1                | 1990               |
| L-2              | 1992             | P-2                | 1990               |
| L-3              | 1997             | P-3                | 1994               |
| L-3              | 1997             | P-4                | 1998               |
| L-4              | 2005             | P-5                | 2003               |
| L-5              | 2009             | P-6                | 2009               |
| L-6              | 2013             | P-7                | 2012               |
| L-7              | 2022             | P-8                | 2022               |
| L-8              | 2025             | P-9                | 2025               |